# 寿命寺 (富士宮市)
寿命寺（じゅみょうじ）は、静岡県富士宮市に所在する日蓮正宗の寺院。山号は恵光山（けいこうさん）。

## 起源と歴史
- 1667年（寛文7年） - 建立される。開基は日蓮正宗大石寺第19世法主日舜。
- 1964年（昭和39年）12月15日 - 改築される。

## 所在地
- 静岡県富士宮市上井出84-1

## 寺院周辺
- 富士宮市上井出出張所
- 上井出郵便局
- 西富士図書館

## 交通アクセス
- 身延線富士宮駅から車で20分